# Słoweńska Armia Narodowa
Słoweńska Armia Narodowa (słow. Slovenska narodna vojska) – projektowana słoweńska formacja zbrojna podczas II wojny światowej.
W końcu lutego 1943 r. włoskie władze okupacyjne w Słowenii podjęły decyzję dotyczącą połączenia Ochotniczej Milicji Antykomunistycznej (Milizia Volontaria Anti-Comunista) z innymi słoweńskimi jednostkami antykomunistycznymi w jedną formację pod nazwą Slovenska narodna vojska (SNV). Miała ona składać się z około dwudziestu batalionów. Jednakże z powodu ogłoszenia przez Włochy zawieszenia broni 8 września nie doszło do realizacji tych planów.
Po raz drugi koncepcja odżyła w końcowym okresie wojny. Pierwsze przygotowania rozpoczęły się już pod koniec stycznia 1945 r. Słoweński parlament na uchodźstwie, tzw. parlament tretjemajski, po uchwaleniu 3 maja tego roku niepodległości Słowenii, ogłosił następnego dnia utworzenie słoweńskich sił zbrojnych pod nazwą Slovenska narodna vojska. Na ich komendanta wyznaczono gen. Franca Krenera, b. dowódcę Słoweńskiej Domobrany, zaś jego zastępcą został płk Mirko Bitenc. 
W skład SNV miały wejść legalnie i nielegalnie działające antykomunistyczne słoweńskie formacje zbrojne, których członkowie zdołali się wycofać na obszar austriackiej Karyntii:
- Słoweńska Domobrana,
- Słoweński Narodowy Komitet Bezpieczeństwa (Slovenski narodni varnostni zbor),
- Gorenjsko Domobranstvo (Gorenjska samozaščita),
- słoweńscy czetnicy (slovenski četniki),
- Słoweński Legion (Slovenska legija),
- Sokolski Legion (Sokolska legija),
- Narodowy Legion (Narodna legija).

Dowództwo Armii projektowało utworzenie 5 jednostek wojskowych: Dywizji Ljubljańskiej, Dywizji Górskiej, Oddziału Primorskiego, Oddziału Drawskiego i Oddziału Karynckiego. Z powodu kapitulacji Niemiec 8/9 maja Słoweńska Armia Narodowa nigdy nie została zorganizowana. Słoweńcy, którzy poddali się Brytyjczykom, zostali następnie przez nich wydani komunistom jugosłowiańskim i w większości wymordowani.